# Eishockey-Weltmeisterschaft der U18-Frauen 2019
Die 12. Eishockey-Weltmeisterschaften der U18-Frauen der Internationalen Eishockey-Föderation IIHF waren die Eishockey-Weltmeisterschaften des Jahres 2019 in der Altersklasse der Unter-Achtzehnjährigen (U18). Insgesamt nahmen zwischen dem 6. und 18. Januar 2019 27 Nationalmannschaften an den vier Turnieren der Top-Division, der Divisionen IA und IB sowie der Qualifikation zur Division IB im folgenden Jahr teil.

## Teilnehmer, Austragungsorte und -zeiträume
- Top-Division: 6. bis 13. Januar 2019 in Obihiro, Präfektur Hokkaidō, Japan

Teilnehmer:  Finnland,  Japan (Aufsteiger),  Kanada,  Russland,  Schweden,  Schweiz,  Tschechien,  USA (Titelverteidiger)
- Division I
  - Gruppe A: 7. bis 13. Januar 2019 in Radenthein, Österreich
Teilnehmer:  Dänemark (Aufsteiger),  Deutschland (Absteiger),  Italien,  Österreich,  Slowakei,  Ungarn
  - Gruppe B: 6. bis 12. Januar 2019 in Dumfries, Schottland, Großbritannien
Teilnehmer:  Volksrepublik China,  Frankreich,  Großbritannien,  Niederlande (Aufsteiger),  Norwegen (Absteiger),  Polen

- Qualifikation zur Division IB: 12. bis 18. Januar 2019 in Jaca, Spanien

Teilnehmer:  Australien (Absteiger),  Republik China (Taiwan) (Neuling),  Kasachstan,  Mexiko,  Spanien,  Südkorea (Neuling),  Türkei

## Top-Division
Die U18-Weltmeisterschaft der Top-Division wurde vom 6. bis 13. Januar 2019 im japanischen Obihiro in der Präfektur Hokkaidō ausgetragen. Die Spiele fanden in der Obihiro-no-mori-Eishalle statt, die zwei Eishockeyspielfelder mit Kapazitäten von 2.500 und 1.000 Plätzen beherbergt.
Am Turnier nahmen acht Nationalmannschaften teil, die in zwei leistungsmäßig abgestuften Gruppen zu je vier Teams spielten. Dabei setzten sich die beiden Gruppen nach den Platzierungen der Nationalmannschaften bei der Weltmeisterschaft 2018 nach folgendem Schlüssel zusammen:
| Gruppe A     | Gruppe B       |
| USA (1)      | Finnland (5)   |
| Schweden (2) | Tschechien (6) |
| Russland (3) | Schweiz (7)    |
| Kanada (4)   | Japan (9)      |

### Modus
Nach den Gruppenspielen der Vorrunde qualifizierten sich der Gruppenerste und -zweite der Gruppe A direkt für das Halbfinale. Der Dritte und Vierte derselben Gruppe erreichten das Viertelfinale. In der Gruppe B gilt dies für den Gruppenersten und -zweiten. Die Teams im Viertelfinale bestritten je ein Qualifikationsspiel zur Halbfinalteilnahme. Der Dritte und Vierte der Gruppe B bestritten eine Best-of-Three-Runde um den siebten Platz sowie den Abstieg in die Division IA.

### Austragungsort
| \| Obihiro \|                        |
| Austragungsort der Weltmeisterschaft |
| Obihiro                              |

| Obihiro |

### Vorrunde

#### Gruppe A
| 6. Januar 2019 13:00 Uhr (Ortszeit) | 6. Januar 2019 5:00 Uhr (MEZ) | Schweden | 1:2 (0:1, 1:1, 0:0) Spielbericht | Kanada | Arena 1, Obihiro Zuschauer: 350 |

| 6. Januar 2019 17:00 Uhr | 6. Januar 2019 9:00 Uhr | USA | 3:2 (1:1, 2:1, 0:0) Spielbericht | Russland | Arena 1, Obihiro Zuschauer: 300 |

| 7. Januar 2019 13:00 Uhr | 7. Januar 2019 5:00 Uhr | Schweden | 3:5 (0:1, 1:1, 2:3) Spielbericht | Russland | Arena 1, Obihiro Zuschauer: 170 |

| 7. Januar 2019 17:00 Uhr | 7. Januar 2019 9:00 Uhr | Kanada | 2:3 (1:0, 1:2, 0:1) Spielbericht | USA | Arena 1, Obihiro Zuschauer: 490 |

| 9. Januar 2019 13:00 Uhr | 9. Januar 2019 5:00 Uhr | Russland | 1:5 (0:3, 0:1, 1:1) Spielbericht | Kanada | Arena 1, Obihiro Zuschauer: 240 |

| 9. Januar 2019 17:00 Uhr | 9. Januar 2019 9:00 Uhr | USA | 2:0 (0:0, 1:0, 1:0) Spielbericht | Schweden | Arena 1, Obihiro Zuschauer: 280 |

| Pl. |          | Sp | S | OTS | OTN | N | Tore  | Punkte |
| 1.  | USA      | 3  | 3 | 0   | 0   | 0 | 08:04 | 9      |
| 2.  | Kanada   | 3  | 2 | 0   | 0   | 1 | 09:05 | 6      |
| 3.  | Russland | 3  | 1 | 0   | 0   | 2 | 08:11 | 3      |
| 4.  | Schweden | 3  | 0 | 0   | 0   | 3 | 04:09 | 0      |

Abkürzungen: Pl. = Platz, Sp = Spiele, S = Siege, OTS = Siege nach Verlängerung (Overtime) oder Penaltyschießen, OTN = Niederlagen nach Verlängerung oder Penaltyschießen, N = Niederlagen

Erläuterungen: Halbfinalqualifikant, Viertelfinalqualifikant

#### Gruppe B
| 6. Januar 2019 14:30 Uhr (Ortszeit) | 6. Januar 2019 6:30 Uhr (MEZ) | Finnland | 2:1 (1:1, 1:0, 0:0) Spielbericht | Japan | Arena 2, Obihiro Zuschauer: 1.064 |

| 6. Januar 2019 18:30 Uhr | 6. Januar 2019 10:30 Uhr | Tschechien | 0:1 (0:1, 0:0, 0:0) Spielbericht | Schweiz | Arena 2, Obihiro Zuschauer: 117 |

| 7. Januar 2019 14:30 Uhr | 7. Januar 2019 6:30 Uhr | Tschechien | 4:2 (1:0, 2:1, 1:1) Spielbericht | Japan | Arena 2, Obihiro Zuschauer: 586 |

| 7. Januar 2019 18:30 Uhr | 7. Januar 2019 10:30 Uhr | Schweiz | 2:4 (0:0, 0:2, 2:2) Spielbericht | Finnland | Arena 2, Obihiro Zuschauer: 147 |

| 9. Januar 2019 14:30 Uhr | 9. Januar 2019 6:30 Uhr | Japan | 1:2 (0:1, 1:1, 0:0) Spielbericht | Schweiz | Arena 2, Obihiro Zuschauer: 702 |

| 9. Januar 2019 18:30 Uhr | 9. Januar 2019 10:30 Uhr | Finnland | 2:1 (0:0, 1:0, 1:1) Spielbericht | Tschechien | Arena 2, Obihiro Zuschauer: 109 |

| Pl. |            | Sp | S | OTS | OTN | N | Tore  | Punkte |
| 1.  | Finnland   | 3  | 3 | 0   | 0   | 0 | 08:04 | 9      |
| 2.  | Schweiz    | 3  | 2 | 0   | 0   | 1 | 05:05 | 6      |
| 3.  | Tschechien | 3  | 1 | 0   | 0   | 2 | 05:05 | 3      |
| 4.  | Japan      | 3  | 0 | 0   | 0   | 3 | 04:08 | 0      |

Abkürzungen: Pl. = Platz, Sp = Spiele, S = Siege, OTS = Siege nach Verlängerung (Overtime) oder Penaltyschießen, OTN = Niederlagen nach Verlängerung oder Penaltyschießen, N = Niederlagen

Erläuterungen: Viertelfinalqualifikant, Abstiegsrundenqualifikant

### Abstiegsrunde
Die Relegationsrunde wird im Modus Best-of-Three ausgetragen. Hierbei treffen der Dritt- und Viertplatzierte der Gruppe B aufeinander. Die Mannschaft, die von maximal drei Spielen zuerst zwei für sich entscheiden kann, verbleibt in der WM-Gruppe, der Verlierer steigt in die Division I ab.
| 10. Januar 2019 14:30 Uhr (Ortszeit) | 10. Januar 2019 6:30 Uhr (MEZ) | Tschechien | 6:0 (2:0, 2:0, 2:0) Spielbericht Stand: 1:0 | Japan | Arena 2, Obihiro Zuschauer: 238 |

| 12. Januar 2019 14:30 Uhr | 12. Januar 2019 6:30 Uhr | Japan | 2:1 (0:1, 1:0, 1:0) Spielbericht Stand: 1:1 | Tschechien | Arena 2, Obihiro Zuschauer: 783 |

| 13. Januar 2019 14:30 Uhr | 13. Januar 2019 6:30 Uhr | Tschechien | 3:1 (0:0, 1:0, 2:1) Spielbericht Stand: 2:1 | Japan | Arena 2, Obihiro Zuschauer: 746 |

### Finalrunde
|  | Viertelfinale    | Viertelfinale | Viertelfinale |    |          | Halbfinale | Halbfinale | Halbfinale |    |          | Finale           | Finale           | Finale           |
|  |                  |               |               |    |          |            |            |            |    |          |                  |                  |                  |
|  |                  |               |               |    |          | A1         | USA        | 7          |    |          |                  |                  |                  |
|  | A4               | Schweden      | 2             |    |          | B1         | Finnland   | 1          |    |          |                  |                  |                  |
|  | B1               | Finnland      | 3             |    |          |            |            |            |    | A1       | USA              | 2                |                  |
|  |                  |               |               |    | A2       | Kanada     | 3          |            |    |          |                  |                  |                  |
|  |                  |               |               | A2 | Kanada   | 4          |            |            |    |          |                  |                  |                  |
|  | A3               | Russland      | 2             |    |          | A3         | Russland   | 3          |    |          | Spiel um Platz 3 | Spiel um Platz 3 | Spiel um Platz 3 |
|  | B2               | Schweiz       | 1             |    |          |            |            |            | A3 | Russland | 0                |                  |                  |
|  |                  |               |               | B1 | Finnland | 3          |            |            |    |          |                  |                  |                  |
|  |                  |               |               |    |          |            |            |            |    |          |                  |                  |                  |
|  | Spiel um Platz 5 |               |               |    |          |            |            |            |    |          |                  |                  |                  |
|  | A4               | Schweden      | 2             |    |          |            |            |            |    |          |                  |                  |                  |
|  | B2               | Schweiz       | 1             |    |          |            |            |            |    |          |                  |                  |                  |

#### Viertelfinale
| 10. Januar 2019 14:30 Uhr (Ortszeit) | 10. Januar 2019 6:30 Uhr (MEZ) | Schweden | 2:3 n. V. (0:0, 1:1, 1:1, 0:1) Spielbericht | Finnland | Arena 1, Obihiro Zuschauer: 140 |

| 10. Januar 2019 18:30 Uhr | 10. Januar 2019 10:30 Uhr | Russland | 2:1 n. P. (1:0, 0:0, 0:1, 0:0, 1:0) Spielbericht | Schweiz | Arena 1, Obihiro Zuschauer: 120 |

#### Spiel um Platz 5
| 12. Januar 2019 18:30 Uhr | 12. Januar 2019 10:30 Uhr | Schweden | 2:1 (1:1, 1:0, 0:0) Spielbericht | Schweiz | Arena 2, Obihiro Zuschauer: 152 |

#### Halbfinale
| 12. Januar 2019 13:00 Uhr | 12. Januar 2019 5:00 Uhr | USA | 7:1 (4:0, 0:0, 3:1) Spielbericht | Finnland | Arena 1, Obihiro Zuschauer: 300 |

| 12. Januar 2019 17:00 Uhr | 12. Januar 2019 9:00 Uhr | Kanada | 4:3 n. V. (1:1, 2:1, 0:1, 1:0) Spielbericht | Russland | Arena 1, Obihiro Zuschauer: keine Angabe |

#### Spiel um Platz 3
| 13. Januar 2019 13:00 Uhr | 13. Januar 2019 5:00 Uhr | Russland | 0:3 (0:0, 0:2, 0:1) Spielbericht | Finnland | Arena 1, Obihiro Zuschauer: 140 |

#### Finale
| 13. Januar 2019 17:00 Uhr | 13. Januar 2019 9:00 Uhr | USA | 2:3 n. V. (0:1, 1:0, 1:1, 0:1) Spielbericht | Kanada | Arena 2, Obihiro Zuschauer: 1.527 |

### Statistik

#### Beste Scorerinnen
Abkürzungen: Sp = Spiele, T = Tore, V = Assists, Pkt = Punkte, +/− = Plus/Minus, SM = Strafminuten; Fett: Turnierbestwert
| Spieler               | Team       | Sp | T | V | Pkt | +/− | SM |
| --------------------- | ---------- | -- | - | - | --- | --- | -- |
| Elisa Holopainen      | Finnland   | 6  | 5 | 3 | 8   | +2  | 6  |
| Makenna Webster       | USA        | 5  | 3 | 3 | 6   | +4  | 0  |
| Alexie Guay           | Kanada     | 5  | 2 | 4 | 6   | +2  | 8  |
| Ilona Markowa         | Russland   | 6  | 2 | 4 | 6   | ±0  | 0  |
| Viivi Vainikka        | Finnland   | 6  | 2 | 4 | 6   | +2  | 2  |
| Maddi Wheeler         | Kanada     | 5  | 1 | 5 | 6   | +4  | 2  |
| Kristýna Kaltounková  | Tschechien | 6  | 0 | 6 | 6   | +5  | 8  |
| Natálie Mlýnková      | Tschechien | 6  | 5 | 0 | 5   | +6  | 10 |
| Abbey Murphy          | USA        | 5  | 4 | 1 | 5   | +6  | 8  |
| Jelisaweta Schkaljowa | Russland   | 6  | 4 | 1 | 5   | ±0  | 2  |

#### Beste Torhüterinnen
Abkürzungen: Sp = Spiele, Min = Eiszeit (in Minuten), GT = Gegentore, SO = Shutouts, Sv% = gehaltene Schüsse (in %), GTS = Gegentorschnitt; Fett: Turnierbestwert
| Spieler       | Team       | Sp | Min    | GT | SO | Sv%   | GTS  |
| ------------- | ---------- | -- | ------ | -- | -- | ----- | ---- |
| Saskia Maurer | Schweiz    | 5  | 308:58 | 8  | 1  | 94,81 | 1,55 |
| Julie Pejšová | Tschechien | 6  | 358:42 | 7  | 1  | 93,64 | 1,17 |
| Skylar Vetter | USA        | 5  | 301:34 | 8  | 1  | 92,23 | 1,59 |
| Erica Jaskari | Finnland   | 6  | 313:29 | 9  | 1  | 91,89 | 1,72 |
| Tindra Holm   | Schweden   | 3  | 185:34 | 10 | 0  | 89,58 | 3,23 |

### Abschlussplatzierungen
| Pl. | Team       |
| --- | ---------- |
| 1   | Kanada     |
| 2   | USA        |
| 3   | Finnland   |
| 4   | Russland   |
| 5   | Schweden   |
| 6   | Schweiz    |
| 7   | Tschechien |
| 8   | Japan      |

### Titel, Auf- und Abstieg
| Weltmeister Kanada | Maddie Beck, Megan Carter, Danielle Calabrese, Anne Cherkowski, Kendall Cooper, Laura Cote, Jennifer Gardiner, Julia Gosling, Nicole Gosling, Teagan Grant, Alexie Guay, Nicole Kelly, Raygan Kirk, Maggie MacEachern, Stephanie Markowski, Ann-Frédérik Naud, Mahika Sarrazin, Danielle Serdachny, Grace Shirley, Shailynn Snow, Catherine Trevors, Rachel Weiss, Maddi Wheeler Trainer: Howie Draper |

| Silber USA | Sydney Bard, Lauren Bernard, Hannah Bilka, Lacey Eden, Natalie Ferenc, Hadley Hartmetz, Caroline Harvey, Katy Knoll, Kate Monihan, Abbey Murphy, Maggie Nicholson, Casey O’Brien, Dominique Petrie, Madison Samoskevich, Sydney Shearen, Mallory Uihlein, Skylar Vetter, Makenna Webster, Audrey Wethington, Clara Van Wieren, Haley Winn, Kiara Zanon Trainer: Maura Crowell |

| Bronze Finnland | Julia Ahlskog, Heli Allinen, Elisa Holopainen, Erica Jaskari, Jenna Kaila, Aino Laitinen, Nelli Laitinen, Saimi Lehto, Julia Liikala, Elli Mäkelä, Sofia Nuutinen, Krista Parkkonen, Sanni Rantala, Heta Seikkula, Kiti Seikkula, Sofianna Sundelin, Elli Suoranta, Nea Tervonen, Anni Timonen, Viivi Vainikka, Emilia Vesa, Kiira Yrjänen Trainer: Mira Kuisma |

| Absteiger in die Division IA:   | Japan    |
| Aufsteiger in die Top-Division: | Slowakei |

### Auszeichnungen
Spielertrophäen
| Auszeichnung          | Spielerin        | Team     |
| --------------------- | ---------------- | -------- |
| Beste Torhüterin      | Saskia Maurer    | Schweiz  |
| Beste Verteidigerin   | Alexie Guay      | Kanada   |
| Beste Stürmerin       | Elisa Holopainen | Finnland |
| Wertvollste Spielerin | Raygan Kirk      | Kanada   |

All-Star-Team
| Angriff:      | Elisa Holopainen – Katy Knoll – Ilona Markowa |
| Verteidigung: | Alexie Guay – Nelli Laitinen                  |
| Tor:          | Saskia Maurer                                 |

## Division I

### Gruppe A in Radenthein, Österreich
Das Turnier der Gruppe A der Division I wurde vom 7. bis 13. Januar 2019 in der österreichischen Ortschaften Radenthein ausgetragen. Die Spiele fanden in der 300 Zuschauer fassenden Nockhalle statt. Insgesamt besuchten 2.472 Zuschauer die 15 Turnierspiele, was einem Schnitt von 164 pro Partie entspricht.
Der Slowakei gelang durch einen abschließenden 5:1-Sieg gegen den bis dato an der Tabellenspitze liegenden Vorjahresabsteiger Deutschland der erstmalige Aufstieg in die Top-Division. Österreich konnte den Heimvorteil nicht nutzen und stieg mit lediglich zwei Punkten als Tabellenletzter in die Gruppe B ab, während Aufsteiger Dänemark der Klassenerhalt gelang.
| 7. Januar 2019 12:30 Uhr (Ortszeit) | Ungarn | 4:1 (1:1, 1:0, 2:0) Spielbericht | Italien | Nockhalle, Radenthein Zuschauer: 48 |

| 7. Januar 2019 16:00 Uhr | Dänemark | 1:5 (0:4, 1:1, 0:0) Spielbericht | Deutschland | Nockhalle, Radenthein Zuschauer: 95 |

| 7. Januar 2019 19:30 Uhr | Österreich | 0:1 (0:1, 0:0, 0:0) Spielbericht | Slowakei | Nockhalle, Radenthein Zuschauer: 197 |

| 8. Januar 2019 12:30 Uhr | Italien | 3:2 n. V. (1:0, 1:2, 0:0, 1:0) Spielbericht | Dänemark | Nockhalle, Radenthein Zuschauer: 47 |

| 8. Januar 2019 16:00 Uhr | Slowakei | 3:2 (0:1, 0:1, 3:0) Spielbericht | Ungarn | Nockhalle, Radenthein Zuschauer: 52 |

| 8. Januar 2019 19:30 Uhr | Deutschland | 5:0 (0:0, 2:0, 3:0) Spielbericht | Österreich | Nockhalle, Radenthein Zuschauer: 307 |

| 10. Januar 2019 12:30 Uhr | Deutschland | 3:2 n. V. (0:0, 1:1, 1:1, 1:0) Spielbericht | Ungarn | Nockhalle, Radenthein Zuschauer: 103 |

| 10. Januar 2019 16:00 Uhr | Slowakei | 2:5 (0:1, 0:1, 2:3) Spielbericht | Italien | Nockhalle, Radenthein Zuschauer: 81 |

| 10. Januar 2019 19:30 Uhr | Dänemark | 4:1 (2:0, 1:1, 1:0) Spielbericht | Österreich | Nockhalle, Radenthein Zuschauer: 298 |

| 12. Januar 2019 12:30 Uhr | Slowakei | 3:1 (1:0, 1:1, 1:0) Spielbericht | Dänemark | Nockhalle, Radenthein Zuschauer: 87 |

| 12. Januar 2019 16:00 Uhr | Italien | 0:7 (0:2, 0:3, 0:2) Spielbericht | Deutschland | Nockhalle, Radenthein Zuschauer: 113 |

| 12. Januar 2019 19:30 Uhr | Österreich | 1:2 (1:1, 0:1, 0:0) Spielbericht | Ungarn | Nockhalle, Radenthein Zuschauer: 505 |

| 13. Januar 2019 12:30 Uhr | Deutschland | 1:5 (1:2, 0:0, 0:3) Spielbericht | Slowakei | Nockhalle, Radenthein Zuschauer: 166 |

| 13. Januar 2019 16:00 Uhr | Ungarn | 3:1 (1:0, 2:1, 0:0) Spielbericht | Dänemark | Nockhalle, Radenthein Zuschauer: 158 |

| 13. Januar 2019 19:30 Uhr | Italien | 0:1 n. V. (0:0, 0:0, 0:0, 0:1) Spielbericht | Österreich | Nockhalle, Radenthein Zuschauer: 215 |

| Pl. |             | Sp | S | OTS | OTN | N | Tore  | Punkte |
| 1.  | Slowakei    | 5  | 4 | 0   | 0   | 1 | 14:09 | 12     |
| 2.  | Deutschland | 5  | 3 | 1   | 0   | 1 | 21:08 | 11     |
| 3.  | Ungarn      | 5  | 3 | 0   | 1   | 1 | 13:09 | 10     |
| 4.  | Italien     | 5  | 1 | 1   | 1   | 2 | 09:16 | 6      |
| 5.  | Dänemark    | 5  | 1 | 0   | 1   | 3 | 09:15 | 4      |
| 6.  | Österreich  | 5  | 0 | 1   | 0   | 4 | 03:12 | 2      |

Abkürzungen: Pl. = Platz, Sp = Spiele, S = Siege, OTS = Siege nach Verlängerung (Overtime) oder Penaltyschießen, OTN = Niederlagen nach Verlängerung oder Penaltyschießen, N = Niederlagen

Erläuterungen: Aufsteiger in die Top-Division, Absteiger in die Division IB

### Gruppe B in Dumfries, Schottland, Großbritannien
Das Turnier der Gruppe B der Division I wurde vom 6. bis 12. Januar 2019 im schottischen Dumfries ausgetragen. Die Spiele fanden im 1.000 Zuschauer fassenden Dumfries Ice Bowl statt. Insgesamt besuchten 3.531 Zuschauer die 15 Turnierspiele, was einem Schnitt von 235 pro Partie entspricht.
Den Französinnen gelang nach zwei Jahren der Wiederaufstieg in die Gruppe A der Division I, während Norwegen trotz eines abschließenden Sieges über den späteren Aufsteiger in der Gruppe verblieb. Die Niederlande stieg punktlos wieder in die Qualifikation zur Division I ab.
| 6. Januar 2019 13:00 Uhr (Ortszeit) | Volksrepublik China | 0:7 (0:5, 0:1, 0:1) Spielbericht | Frankreich | Ice Bowl, Dumfries Zuschauer: 173 |

| 6. Januar 2019 16:30 Uhr | Niederlande | 0:4 (0:1, 0:2, 0:1) Spielbericht | Norwegen | Ice Bowl, Dumfries Zuschauer: 205 |

| 6. Januar 2019 20:00 Uhr | Großbritannien | 1:2 n. V. (0:0, 1:1, 0:0, 0:1) Spielbericht | Polen | Ice Bowl, Dumfries Zuschauer: 264 |

| 7. Januar 2019 13:00 Uhr | Norwegen | 3:0 (1:0, 2:0, 0:0) Spielbericht | Volksrepublik China | Ice Bowl, Dumfries Zuschauer: 117 |

| 7. Januar 2019 16:30 Uhr | Polen | 4:2 (0:1, 1:0, 3:1) Spielbericht | Niederlande | Ice Bowl, Dumfries Zuschauer: 105 |

| 7. Januar 2019 20:00 Uhr | Frankreich | 3:0 (2:0, 1:0, 0:0) Spielbericht | Großbritannien | Ice Bowl, Dumfries Zuschauer: 264 |

| 9. Januar 2019 13:00 Uhr | Frankreich | 4:0 (1:0, 2:0, 1:0) Spielbericht | Polen | Ice Bowl, Dumfries Zuschauer: 322 |

| 9. Januar 2019 16:30 Uhr | Niederlande | 1:4 (0:1, 0:2, 1:1) Spielbericht | Volksrepublik China | Ice Bowl, Dumfries Zuschauer: 107 |

| 9. Januar 2019 20:00 Uhr | Norwegen | 0:1 n. P. (0:0, 0:0, 0:0, 0:0, 0:1) Spielbericht | Großbritannien | Ice Bowl, Dumfries Zuschauer: 348 |

| 11. Januar 2019 13:00 Uhr | Polen | 2:5 (0:2, 2:1, 0:2) Spielbericht | Norwegen | Ice Bowl, Dumfries Zuschauer: 320 |

| 11. Januar 2019 16:30 Uhr | Frankreich | 3:0 (0:0, 1:0, 2:0) Spielbericht | Niederlande | Ice Bowl, Dumfries Zuschauer: 275 |

| 11. Januar 2019 20:00 Uhr | Volksrepublik China | 0:1 (0:0, 0:1, 0:0) Spielbericht | Großbritannien | Ice Bowl, Dumfries Zuschauer: 204 |

| 12. Januar 2019 13:00 Uhr | Norwegen | 2:1 n. P. (0:1, 0:0, 1:0, 0:0, 1:0) Spielbericht | Frankreich | Ice Bowl, Dumfries Zuschauer: 184 |

| 12. Januar 2019 16:30 Uhr | Polen | 4:2 (2:2, 0:0, 2:0) Spielbericht | Volksrepublik China | Ice Bowl, Dumfries Zuschauer: 218 |

| 12. Januar 2019 20:00 Uhr | Großbritannien | 4:2 (0:0, 1:0, 3:2) Spielbericht | Niederlande | Ice Bowl, Dumfries Zuschauer: 425 |

| Pl. |                     | Sp | S | OTS | OTN | N | Tore  | Punkte |
| 1.  | Frankreich          | 5  | 4 | 0   | 1   | 0 | 18:02 | 13     |
| 2.  | Norwegen            | 5  | 3 | 1   | 1   | 0 | 14:04 | 12     |
| 3.  | Großbritannien      | 5  | 2 | 1   | 1   | 1 | 07:07 | 9      |
| 4.  | Polen               | 5  | 2 | 1   | 0   | 2 | 12:14 | 8      |
| 5.  | Volksrepublik China | 5  | 1 | 0   | 0   | 4 | 06:16 | 3      |
| 6.  | Niederlande         | 5  | 0 | 0   | 0   | 5 | 05:19 | 0      |

Abkürzungen: Pl. = Platz, Sp = Spiele, S = Siege, OTS = Siege nach Verlängerung (Overtime) oder Penaltyschießen, OTN = Niederlagen nach Verlängerung oder Penaltyschießen, N = Niederlagen

Erläuterungen: Aufsteiger in die Division IA, Absteiger in die Qualifikation zur Division IB

### Auf- und Abstieg
| Absteiger in die Division IA:   | Japan       |
| Aufsteiger in die Top-Division: | Slowakei    |
| Absteiger in die Division IB:   | Österreich  |
| Aufsteiger in die Division IA:  | Frankreich  |
| Absteiger in die Division IIA:  | Niederlande |
| Aufsteiger in die Division IB:  | Südkorea    |

## Qualifikation zur Division IB
Das Qualifikationsturnier zur Gruppe B der Division I für das Jahr 2020 wurde vom 12. bis 18. Januar 2019 in der spanischen Stadt Jaca ausgetragen. Die Spiele fanden in der 3.579 Zuschauer fassenden Pabellón de Hielo de Jaca statt. Insgesamt besuchten 5.247 Zuschauer die 15 Turnierspiele, was einem Schnitt von 349 pro Partie entspricht.

### Vorrunde

#### Gruppe A
| 12. Januar 2019 16:30 Uhr (Ortszeit) | Kasachstan | 15:0 (8:0, 2:0, 5:0) Spielbericht | Türkei | Pabellón de Hielo, Jaca Zuschauer: 87 |

| 13. Januar 2019 13:00 Uhr | Türkei | 0:6 (0:2, 0:1, 0:3) Spielbericht | Australien | Pabellón de Hielo, Jaca Zuschauer: 93 |

| 15. Januar 2019 16:30 Uhr | Australien | 1:5 (1:1, 0:2, 0:2) Spielbericht | Kasachstan | Pabellón de Hielo, Jaca Zuschauer: 169 |

| Pl. |            | Sp | S | OTS | OTN | N | Tore  | Punkte |
| --- | ---------- | -- | - | --- | --- | - | ----- | ------ |
| 1.  | Kasachstan | 2  | 2 | 0   | 0   | 0 | 20:01 | 6      |
| 2.  | Australien | 2  | 1 | 0   | 0   | 1 | 07:05 | 3      |
| 3.  | Türkei     | 2  | 0 | 0   | 0   | 2 | 00:21 | 0      |

Abkürzungen: Pl. = Platz, Sp = Spiele, S = Siege, OTS = Siege nach Verlängerung (Overtime) oder Penaltyschießen, OTN = Niederlagen nach Verlängerung oder Penaltyschießen, N = Niederlagen

Erläuterungen: Teilnehmer am Halbfinale, Teilnehmer an der Platzierungsrunde um Platz 5 bis 7

#### Gruppe B
| 12. Januar 2019 13:00 Uhr (Ortszeit) | Mexiko | 2:4 (0:1, 1:3, 1:0) Spielbericht | Republik China (Taiwan) | Pabellón de Hielo, Jaca Zuschauer: 85 |

| 12. Januar 2019 20:15 Uhr | Spanien | 0:1 (0:1, 0:0, 0:0) Spielbericht | Südkorea | Pabellón de Hielo, Jaca Zuschauer: 1.045 |

| 13. Januar 2019 16:30 Uhr | Südkorea | 5:0 (3:0, 1:0, 1:0) Spielbericht | Mexiko | Pabellón de Hielo, Jaca Zuschauer: 126 |

| 13. Januar 2019 20:00 Uhr | Spanien | 3:4 n. V. (1:2, 2:0, 0:1, 0:1) Spielbericht | Republik China (Taiwan) | Pabellón de Hielo, Jaca Zuschauer: 535 |

| 15. Januar 2019 13:00 Uhr | Republik China (Taiwan) | 2:6 (0:2, 1:3, 1:1) Spielbericht | Südkorea | Pabellón de Hielo, Jaca Zuschauer: 95 |

| 15. Januar 2019 20:00 Uhr | Mexiko | 0:3 (0:2, 0:1, 0:0) Spielbericht | Spanien | Pabellón de Hielo, Jaca Zuschauer: 776 |

| Pl. |                         | Sp | S | OTS | OTN | N | Tore  | Punkte |
| --- | ----------------------- | -- | - | --- | --- | - | ----- | ------ |
| 1.  | Südkorea                | 3  | 3 | 0   | 0   | 0 | 12:02 | 9      |
| 2.  | Republik China (Taiwan) | 3  | 1 | 1   | 0   | 1 | 10:11 | 5      |
| 3.  | Spanien                 | 3  | 1 | 0   | 1   | 1 | 06:05 | 4      |
| 4.  | Mexiko                  | 3  | 0 | 0   | 0   | 3 | 02:12 | 0      |

Abkürzungen: Pl. = Platz, Sp = Spiele, S = Siege, OTS = Siege nach Verlängerung (Overtime) oder Penaltyschießen, OTN = Niederlagen nach Verlängerung oder Penaltyschießen, N = Niederlagen

Erläuterungen: Teilnehmer am Halbfinale, Teilnehmer an der Platzierungsrunde um Platz 5 bis 7

### Platzierungsrunde Plätze 5 bis 7
|  | Platzierungsrunde Plätze 5 bis 7 | Platzierungsrunde Plätze 5 bis 7 | Platzierungsrunde Plätze 5 bis 7 |  |  | Spiel um Platz 5 | Spiel um Platz 5 | Spiel um Platz 5 |
|  |                                  |                                  |                                  |  |  |                  |                  |                  |
|  |                                  |                                  |                                  |  |  |                  |                  |                  |
|  | A3                               | Türkei                           | 1                                |  |  |                  |                  |                  |
|  | B4                               | Mexiko                           | 0                                |  |  |                  |                  |                  |
|  |                                  |                                  |                                  |  |  | A3               | Türkei           | 0                |
|  |                                  |                                  |                                  |  |  | B3               | Spanien          | 7                |
|  | B3                               | Spanien                          |                                  |  |  |                  |                  |                  |
|  |                                  | Freilos                          |                                  |  |  |                  |                  |                  |
|  |                                  |                                  |                                  |  |  |                  |                  |                  |

| 16. Januar 2019 13:00 Uhr (Ortszeit) | Türkei | 1:0 (0:0, 1:0, 0:0) Spielbericht | Mexiko | Pabellón de Hielo, Jaca Zuschauer: 57 |

Spiel um Platz 5
| 18. Januar 2019 13:00 Uhr | Türkei | 0:7 (0:2, 0:2, 0:3) Spielbericht | Spanien | Pabellón de Hielo, Jaca Zuschauer: 242 |

### Finalrunde
Der Sieger des Endspiels steigt in die Gruppe B der Division I auf.

|  | Halbfinale | Halbfinale              | Halbfinale |                  |  | Finale | Finale                  | Finale |
|  |            |                         |            |                  |  |        |                         |        |
|  |            |                         |            |                  |  |        |                         |        |
|  | A1         | Kasachstan              | 3          |                  |  |        |                         |        |
|  | B2         | Republik China (Taiwan) | 1          |                  |  | A1     | Kasachstan              | 3      |
|  |            |                         |            |                  |  | B1     | Südkorea                | 4      |
|  |            |                         |            |                  |  |        |                         |        |
|  |            |                         |            | Spiel um Platz 3 |  |        |                         |        |
|  | B1         | Südkorea                | 5          |                  |  |        |                         |        |
|  | A2         | Australien              | 2          |                  |  | B2     | Republik China (Taiwan) | 6      |
|  |            |                         |            |                  |  | A2     | Australien              | 2      |
|  |            |                         |            |                  |  |        |                         |        |

Halbfinale
| 16. Januar 2019 16:30 Uhr (Ortszeit) | Südkorea | 5:2 (2:0, 2:1, 1:1) Spielbericht | Australien | Pabellón de Hielo, Jaca Zuschauer: 245 |

| 16. Januar 2019 20:00 Uhr | Kasachstan | 3:1 (1:0, 0:0, 2:1) Spielbericht | Republik China (Taiwan) | Pabellón de Hielo, Jaca Zuschauer: 273 |

Spiel um Platz 3
| 18. Januar 2019 16:30 Uhr | Republik China (Taiwan) | 6:2 (4:0, 0:2, 2:0) Spielbericht | Australien | Pabellón de Hielo, Jaca |

Finale
| 18. Januar 2019 20:00 Uhr | Kasachstan | 3:4 n. P. (1:1, 0:0, 2:2, 0:0, 0:1) Spielbericht | Südkorea | Pabellón de Hielo, Jaca Zuschauer: 986 |

### Abschlussplatzierungen
| Pl. | Team                    |
| --- | ----------------------- |
| 1   | Südkorea                |
| 2   | Kasachstan              |
| 3   | Republik China (Taiwan) |
| 4   | Australien              |
| 5   | Spanien                 |
| 6   | Türkei                  |
| 7   | Mexiko                  |

Erläuterungen: Aufsteiger in die Division IB, Qualifikant zur Division IIA, Qualifikant zur Division IIB

### Auf- und Abstieg
Die Qualifikation zur Division I Gruppe B wird durch die Division II Gruppe A und Gruppe B ersetzt.
| Absteiger in die Division IIA: | Niederlande |
| Aufsteiger in die Division IB: | Südkorea    |